# Bambalang
Pour les articles homonymes, voir Bambalang (homonymie).
Bambalang est un des quatre villages de la commune de Ndop au Cameroun. Le village est situé dans la région du Nord-Ouest et le département de Ngo-Ketunjia. C'est aussi le siège d'une chefferie traditionnelle de 2e degré.
Le village Bambalang a vu la plupart de ses terres fertiles détruites lors des inondations du lac Bamendjing en 1974 donnant lieu à certaines îles comme Mbissa, Nkeshie, Mbefekhu, Mishie et Mpayah. La végétation est la savane guinéenne avec la destruction des forêts par l'agriculture, à l'exception de la forêt « Pa'ah Ngwong » au cœur du village (à environ 3,5 km2). Le village Bambalang est s'étire sur la colline, principalement dans la direction nord-ouest, sud-est. Il est étroit au nord-ouest et s'élargit vers le sud-est, apparaissant comme un semi-îlot où un promontoire. Bambalang a une longueur d'environ 21 km et une largeur d'environ 8 km donnant une superficie d'environ 168 km2.

## Histoire
D'après un mythe, le peuple Mbaw-Yakum (connu comme Bambalang avant l'arrivée des Allemands) est issu du lac de la forêt « Pa'ah Ngwong » au cœur du village. Les fondateurs seraient au nombre de neuf dénommé « Ngwandipuh » qui veut littéralement dire le « Grand Neuf ». 
Les études ethnologiques retracent l'origine du peuple Mbaw-Yakum au départ de Ndobo dans la région de l'Adamaoua du Cameroun, ainsi que d'autres villages Tikar dans la plaine de Ndop. Les Tikar ont migré de Bornu dans le nord du Nigeria à travers Ndobo, Bafia et de l'ouest vers le nord-ouest vers la fin du XVIIe ou XVIIIe siècle. La première colonie du peuple Mbaw-Yakum aurait résidé dans la forêt de Pa'ah Ngwong où le mystérieux lac existe. Le mythe relate que les fondateurs issus de ce petit lac au cœur de la forêt se couvraient la tête avec des feuilles de Piper umbellatum appelées localement « mbimboroh ».
Les guerres tribales étaient endémiques conduisant à de fréquentes migrations, ce qui explique le mouvement des petits groupes de personnes à la recherche de refuge. 
Le village actuel de Mbaw-Yakum est un regroupement d'un certain nombre de petits villages dirigés par des chefs qui sont arrivés et se sont installés à différentes périodes. Pa'ah Ngwong était le site où Yakum-Ntaw I était installé avec son peuple. Ces groupes étaient fréquemment attaqués par leurs ennemis. Parfois, les villages voisins combattaient aussi entre-eux. 
Pour éviter les combats, un certain nombre de petits villages ont été réunis par Yakum-Ntaw I pour former un village sous l'autorité d'un chef nommé Yakum. Ils ont décidé de s'appeler le peuple Mbaw sous la direction de Yakum d'où le nom Mbaw-Yakum.
Mbaw-Yakum est lié à d'autres villages parce que Ngwafuongmbie, épouse de Mangwa (leader du « Grand Neuf »), avait deux fils et une fille. Les deux fils étaient Tining et son frère aîné Chungpikuh. 
Chungpikuh était un chasseur alors que Tining restait à la maison et succéda à leur père. Chungpikuh a dirigé le groupe de personnes qui se sont installées au village actuel de Bamunka et est devenu le Fon de Bamunka. Cependant, d'autres villages Mangeh pensaient que Mangeh avait cinq enfants, deux fils (Tuningmungwa et Chengfong) et trois filles (Byiae, Vhenji et Mekheng). L'aîné Tunigmungwa succéda à leur père et forma Bambalang, tandis que son frère Chengfonf créa le village Bamunka, tandis que Byiae formé Bamali, Vhenji forma Bafanji et Mekheng le village Bamunkumbit. Bambalang et Bamunka étaient les descendants des fils de Mangeh tandis Bafanji, Bamunkumbit et Bamali sont les descendants des filles. 
Ces cinq villages ont formé l'Association des familles Mangeh pour maintenir la paix et l'unité entre eux et assurer le progrès de tous. Ces villages n'ont pas de frontière définie entre eux parce qu'ils savent qu'ils forment une même famille.

## Localisation
Le village de Bambalang est situé au sud-ouest de la plaine de Ndop et partage ses frontières à l'est avec Bamoun du Noun, au niveau des localités de Bangourian, Nkoumougba et Ngon-Njitapon, au sud avec le département de Bamboutos au niveau des localités Bamendjing et Bagham. 
Les frontières communes avec le Noun et Bamboutos sont également les frontières régionales puisque les deux départements se trouvent dans la région de l'Ouest. À l'ouest, les villages voisins sont Bafanji et Balikumbat dans la commune de Balikumbat, au nord, les villages voisins sont Bamali et Bamunka dans la commune de Ndop et Baba I, Babessi et Bangolan dans la commune de Babessi.
Lors du recensement de 2005, le village comptait 20 863 habitants.

## Administration
Bambalang est une chefferie de deuxième degré au Cameroun par rapport à l'organisation administrative. Traditionnellement, il s'agit d'un Fondom. Le fonctionnement, la gestion et le développement du village sont placés sous l'autorité directe du Fon dont la décision est guidée par une société secrète et finale appelée « Ngumba ». 
Bambalang a eu trente-trois (33) Fons dont le Fon actuel est Sa Majesté Fon Kelvin Shomitang II qui a été intronisé en 2009 après la disparition de son père. 
Parmi les précédents fons remarqués : le Fon Shomitang I. De fréquents désaccords avec son peuple ont conduit à son départ du palais avec certains de ses partisans. Certains le provoquèrent car il n'a pas eu des enfants assez tôt. Il régna de 1830 à 1885. Il quitta le village et s'était installé d'abord à Banso où il est devenu un ami proche du Fon de Nso. 
Puis vers 1860, de Nso, Fon Shomitang I avec ses proches s'installa à côté de Bamoun. Pendant ce temps, les gens de son village Bambalang ont installé un Fon intérimaire car le trône du Fon ne pouvait pas rester vide. À Bamoun, son amitié avec le Sultan Nsangu se renforçait tandis que ses proches étaient également devenus très proches avec des Bamoun et ont donc été impliqués dans des jeux avec les Bamums. 
Shomitang viva avec ses femmes dans le pays Bamoun assez longue et Mborongunu (qui lui a succédé) a grandi à Foumban. L'héritage remarquable de son second règne au retour de Foumban a été l'introduction de la danse de la Reine royale exclusivement pour les membres de la famille royale appelée « Ndilow » qu'ils ont appris à Bamoun.

## Santé et éducation
Bambalang possède plusieurs établissements de santé, y compris un centre médical avec des médecins résidents, une clinique (privée) avec des médecins résidents et trois autres centres de santé dans les quartiers de Mighang, Mbissa et Mbashie. 
Lorsque Fon Ghogomy Mingo monta sur le trône, et la suite de son interaction avec les gens instruits à Ndop Native Autority, Bamenda et Buéa, il réalisa que son peuple avait besoin de l'éducation occidentale offerte principalement par les missionnaires. Le premier groupe d'enfants Fon Ghogomu envoyé à l'école étaient les nchindas car leurs enfants étaient très petits. 
C'est ainsi que Taminang, Tanto Mighang et d'autres ont été formés hors du village avant la première école créée en 1951. Cependant, la plupart d'entre eux étaient contraints par leurs parents à abandonner l'école. Ils ne souhaitent pas accueillir les missionnaires de peur d'être victimes car les catholiques avaient été envoyés très loin. Le site actuel du lycée de Bambalang (Groupes I et II) a été choisi pour la nouvelle école car étant un endroit pour enterrer les exclus, les fous et ceux qui sont morts du gonflement de l'abdomen et d'autres maladies inexpliquées espérant que l'éducation de l'homme blanc était mauvais, il n'allait pas durer.
Bambalang est doté de plusieurs écoles maternelles construites par le gouvernement ainsi que des écoles maternelles privées, avec plus de trois cents enfants inscrits. Il y a plus de dix différentes écoles primaires publiques et plus de trois écoles primaires privées dont l'effectif total est de plus de six mille enfants. Pour les écoles secondaires, il y a un lycée bilingue public, un lycée public, deux écoles secondaires publiques, un lycée technique public, un Collège technique public, et plusieurs collèges privés comme Mekilins, Christ The King, Progressive Secondary School, etc.

## Culture

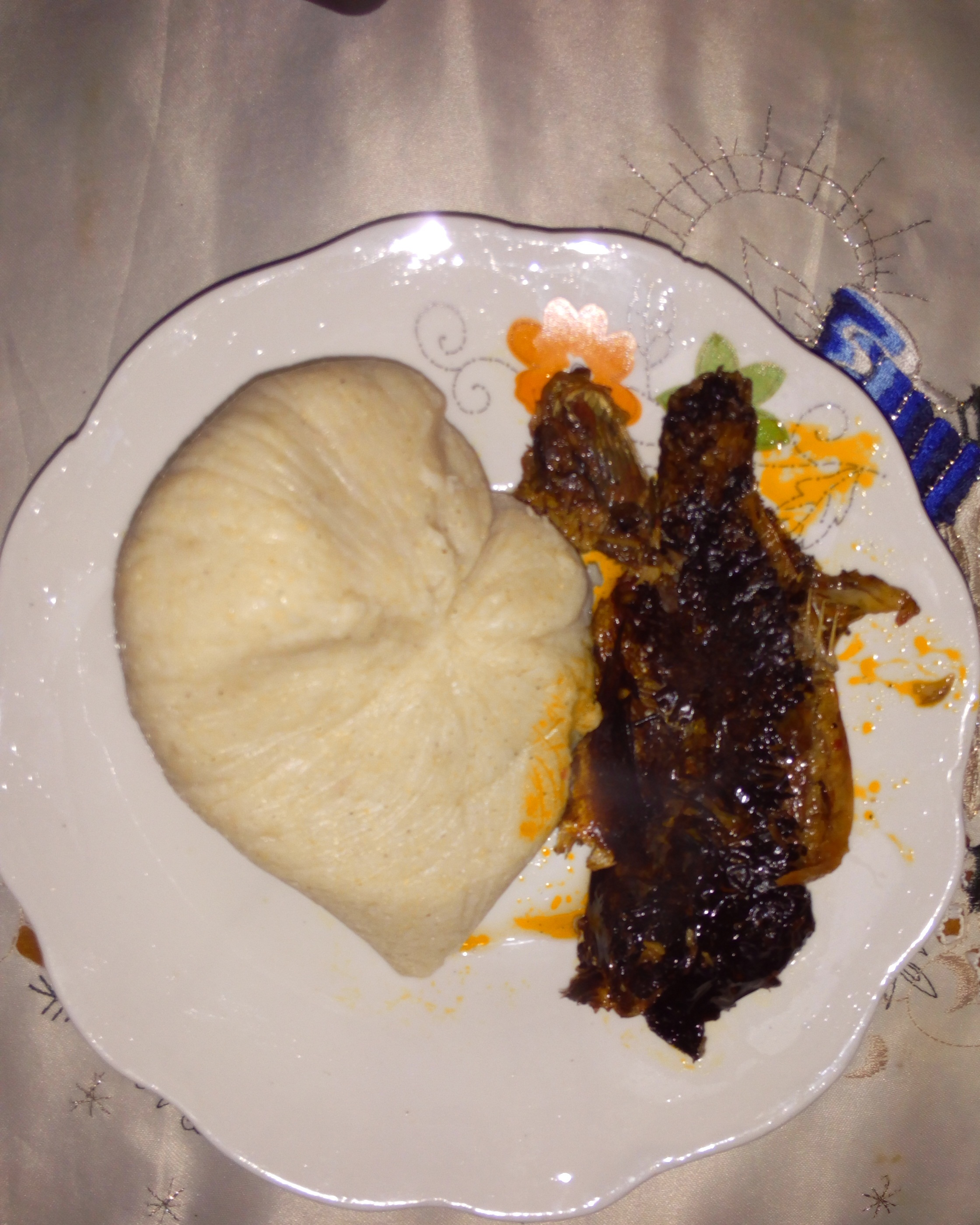
Repas traditionnel de Bambalang

Les populations de Bambalang tiennent beaucoup à leur patrimoine culturel, y compris la langue de Bambalang appelée le chrambouh.
Les Nchindas (serviteurs) inscrivent dans le service du palais pour une formation rigoureuse pendant plus de dix ans. Mais il a considérablement été réduit à quelques années en raison des exigences du système éducatif formel. Il existe deux types de Nchindas : ceux qui servent les Ngumba et ceux qui servent le Fon. Les Nchindas diplômés du palais sont employés pour la paix et l'ordre à maintenir dans le village. Après le diplôme, la colonne vertébrale d'un porc-épic est coincé dans la casquette. Après l'obtention du diplôme, un ancien Nchinda jouit de certains privilèges : succéder à son père, être honoré par un titre traditionnel, avoir des épouses offertes par le Fon, accompagner le Kwifon aux funérailles et profiter des privilèges de ceux-ci (aliments et boissons).
Le Sha'atang incarne le peuple Mbaw-Yakum parce qu'elle est une période de communion et de retrouvailles. Avant Noël, les populations achètent de nouvelles robes pour les enfants pour leur Sha'atang. Avant le règne de Fon Ghogomu, les célébrations de la mort des Fons en retard étaient provoquées par des problèmes liés au bien-être et à la santé des Fondom. Dans ces situations, les dieux de la terre ont toujours été consultés. La réponse commune était que le Fon était en colère que les populations l'aient négligé pendant longtemps. Onze jours de cérémonies étaient organisés pour rétablir la paix. Si, après une révélation similaire était faite par un autre Fon, une autre célébration de la mort était réalisée immédiatement, de sorte que beaucoup de temps était perdu pour l'agriculture et les autres activités lucratives. En raison de cette perte de temps, Fon Ghogomu avait suggéré à la Kwifon que la célébration de tous les Fons soient conjointement organisée une fois par an lors d'un festival culturel annuel. Cette période est une semaine de la paix (retraite) où il n'a pas de querelles, des combats, et pas d'activités agricoles. Le reste de la période est donc utilisé pour l'agriculture et d'autres activités lucratives puisque la fête se fait une fois par an.
D'autres aspects culturels comprennent la nourriture qui est un mélange de fufu de maïs et de tilapia appelé « poisson Bambalang ». Ceci est propre à la population de Bambalang parce que le « poisson Bambalang » sort de l'eau résultant de la construction du barrage du réservoir.

## Économie

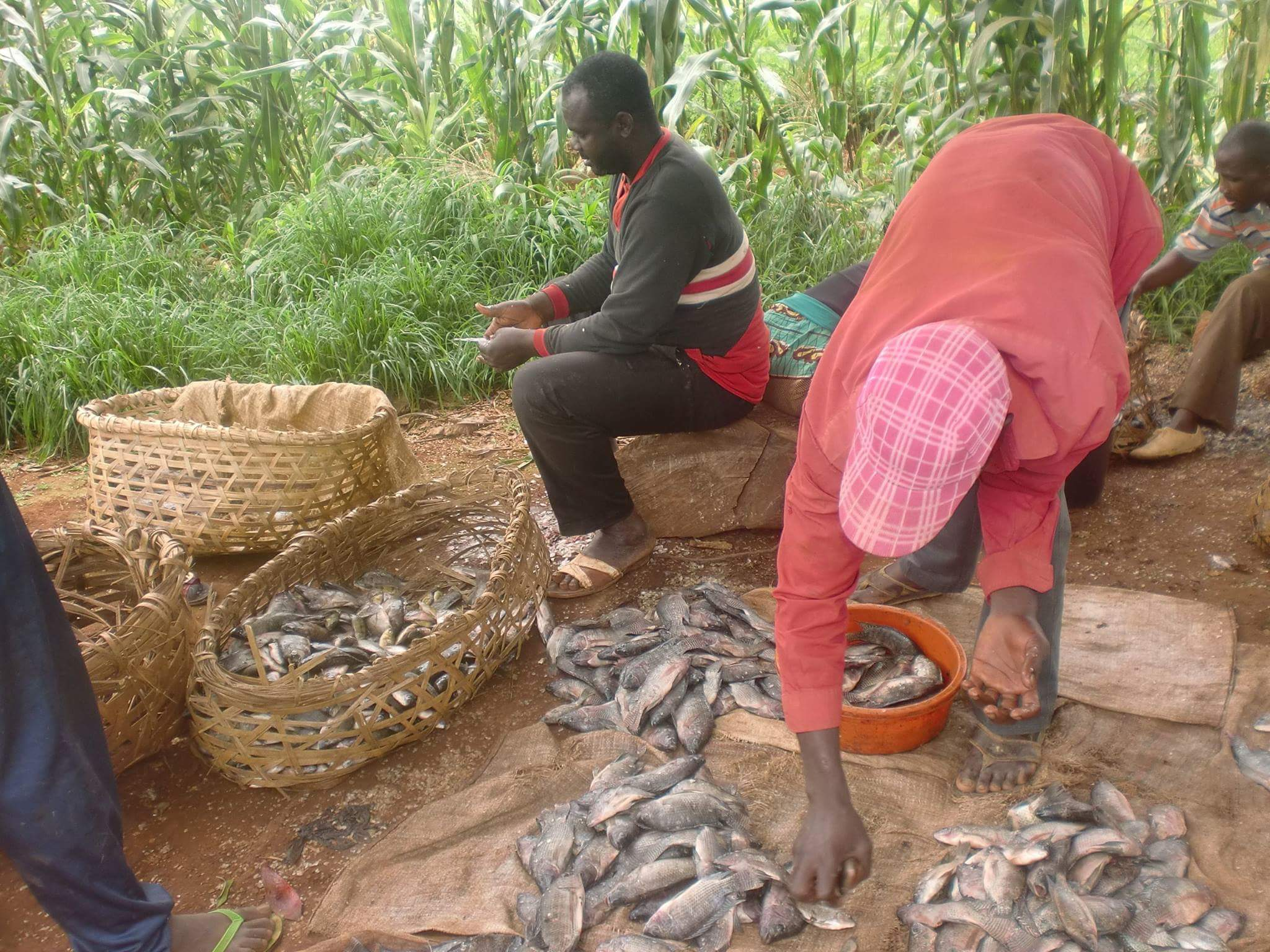
Pêche à Bambalang

Les habitants du village Bambalang sont principalement impliqués dans l'agriculture en particulier, la culture de l'arachide et du maïs. L'arachide cultivée à Bambalang (contri arachide) est unique au niveau de sa forme et de son goût qui ne se trouve nulle part ailleurs. Les habitants de Bambalang participent également à la pisciculture.

## Tourisme

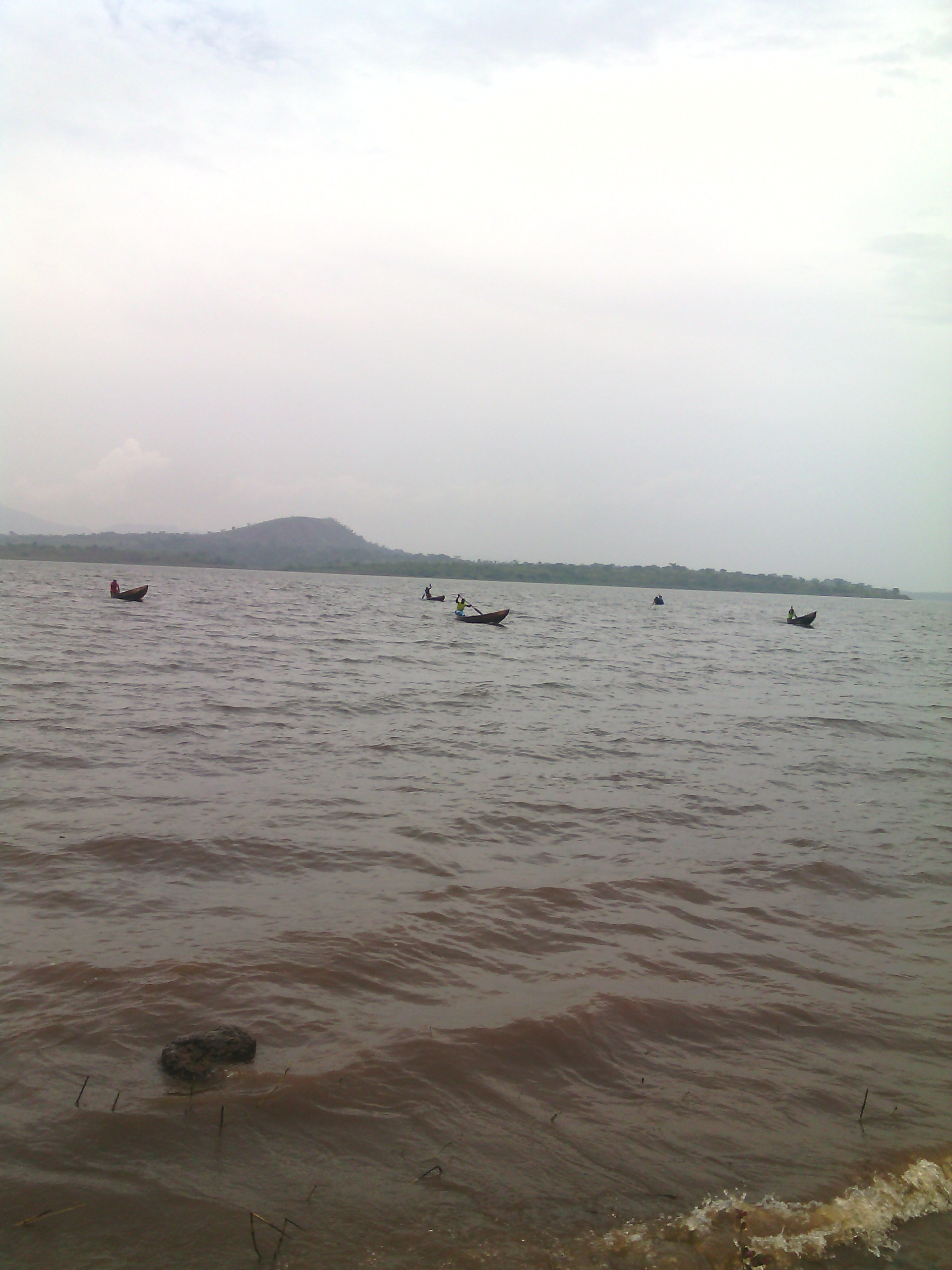
Plage de Mbissa, Bambalang

Les déplacements sont facilités grâce à un bon réseau routier mais pas goudronné. La route en terre est construite avec du gravier qui permet de se déplacer librement. Il y a plusieurs attractions touristiques de Bambalang, y compris les plages de sable de l'île Mbissa où un site écotouristique a été construit pour attirer des visiteurs du monde entier.
La construction du Musée royal dans le palais du Fon a renforcé l'attrait du Palais pour les visiteurs voir les artefacts. Parmi les artefacts qu'on trouve dans le Musée Royal, on a les bâtons de marche utilisés par le cadavre de Fon Shomitang I.

## Politique
Avec le retour de la politique multipartite en 1990, la plupart des populations de Bambalang sont devenus excités. Il y avait des accusations et contre accusations entre les militants du parti au pouvoir RDPC et les militants du SDF. Le SDF provoque ceux du RDPC en les appelant les ennemis du progrès. D'autre part, les militants du RDPC regarde le SDF comme étant les rebelles et les vandales. Aujourd'hui à Bambalang, ces vues extrêmes ont été abandonnées. Le Fon (un partisan du parti au pouvoir, le RDPC) a appelé son peuple à repenser la raison d'être de la politique et de se lancer dans la politique de développement.
Le village de Bambalang a comme personnalité politique, le Prof. Paul Mingo Ghogomu, qui a été le Directeur de Cabinet du Premier ministre du Cameroun de 2009 à 2019 et est depuis 2019, ministre chargé de mission à la présidence du Cameroun.